# In a Safe Place
In a Safe Place è un album di The Album Leaf, pubblicato nel 2004. Registrato negli studi Sundlaugin dei Sigur Rós, presenta collaborazioni nella registrazione degli stessi membri dei Sigur Rós e del quartetto Amiina.
"Window" appare nel documentario della BBC del 2009, Armando Iannucci in Milton's Heaven and Hell. On Your Way e Eastern Glow appaiono nella serie televisiva The OC della FOX 

## Contesto e produzione
Mentre i precedenti album di The Album Leaf erano stati registrati nella camera da letto di Jimmy LaValle, al tempo di In A Safe Place, LaValle accettò un ripetuto invito di Sigur Rós e múm a registrare nel loro studio all'estero a Mosfellsbaer. Inizialmente, LaValle non sapeva come registrare sul software (Soundscape) utilizzato presso lo studio Mosfellsbaer, ma ha imparato mentre era lì.
LaValle ha scritto sei tracce prima di andare in Islanda, in modo da avere spazio per improvvisare e collaborare alla parte rimanente dell'album. La traccia di apertura, "Window", è stata scritta mentre LaValle guardava fuori da una finestra.

## Tracce
1. Window – 3:44
2. Thule – 4:23
3. On Your Way – 4:31
4. Twentytwofourteen – 5:40
5. The Outer Banks – 4:23
6. Over the Pond – 4:55
7. Another Day (Revised) – 4:21
8. Streamside – 3:34
9. Eastern Glow – 6:06
10. Moss Mountain Town – 9:24